# Escape the room
Escape the room (TD) je subžánr adventur, tedy počítačových her, v nichž hlavní hrdina (nemusí být jeden) řeší rozličné úkoly (tzv. questy – z angl. slova poslání). Hráč postupuje 'klikatým' příběhem k vzdálenému cíli, přičemž je kladen důraz na mnohost řešení zápletek a hádanek.
V adventurách subžánru Escape the room (v češtině se pro ně ujal název "útěkovky") se hráči obvykle snaží dostat z konkrétní místnosti, nebo z jiného místa pryč. Úkolem je vyřešit hádanky a získat klíč, či objevit jinou cestu, jak se z místa dostat. Útěkovky jsou populární hlavně ve flashi, takže je hráči mohou zapnout přímo v browseru.